# André Ernest Modeste Grétry
André Ernest Modeste Grétry (ur. 8 lutego 1741 w Liège, zm. 24 września 1813 w Montmorency) – francuski kompozytor operowy z południowych Niderlandów. Wystawiał swe opery w Paryżu i Wersalu. Najbardziej znany jako autor oper komicznych.

## Opery
- La Vendemmiatrice (1765)
- Isabelle et Gertrude ou Les Sylphes supposés (1766)
- Les Mariages samnites (1768)
- Le Connaisseur (1768)
- Le Huron (1768)
- Lucile (1769)
- Le Tableau parlant (1769)
- Momus sur la terre (1769)
- Silvain (1770)
- Les Deux Avares (1770)
- L'Amitié à l'épreuve (1770)
- L'Ami de la maison (1771)
- Zémire et Azor (1771)
- Le Magnifique (1773)
- La Rosière de Salency (1773)
- Céphale et Procris ou L'Amour conjugal (1773)
- La Fausse Magie (1775)
- Les Mariages samnites [rev] (1776)
- Pygmalion (1776)
- Amour pour amour (1777)
- Matroco (1777)
- Le Jugement de Midas (1778)
- Les Trois Âges de l'opéra (1778)
- Les Fausses apparences ou L'Amant jaloux (1778)
- Les Statues (1778)
- Les Événements imprévus (1779)
- Aucassin et Nicolette ou Les Mœurs du bon vieux temps (1779)
- Andromaque (1780)
- Emilie ou La Belle Esclave (1781)
- Colinette à la cour ou La Double Épreuve (1782)
- L'Embarras des richesses (1782)
- Électre (1782)
- Les Colonnes d'Alcide (1782)
- Thalie au nouveau théâtre (1783)
- La Caravane du Caire (1783)
- Théodore et Paulin (1784)
- Richard Cœur-de-lion (1784)
- Panurge dans l'île des lanternes (1785)
- Œedipe à Colonne (1785)
- Amphitryon (1786)
- Le Mariage d'Antonio (1786)
- Les Méprises par ressemblance (1786) (we współpracy z Angélique-Dorothée-Lucie Grétry)
- Le Comte d'Albert (1786)
- Toinette et Louis (1787) (we współpracy z Angélique-Dorothée-Lucie Grétry)
- Le Prisonnier anglais (1787)
- Le Rival confident (1788)
- Raoul Barbe-bleue (1789)
- Aspasie (1789])
- Pierre le Grand (1790)
- Roger et Olivier (1790)
- Guillaume Tell (1791)
- Cécile et Ermancé ou Les Deux Couvents (1792)
- Basile ou À trompeur, trompeur et demi (1792)
- Séraphine ou Absente et présente (1792)
- Le Congrès des rois (1794)
- Joseph Barra (1794)
- Denys le tyran, maître d'école à Corinthe (1794)
- La fête de la raison (1794)
- Callias ou Nature et patrie (1794)
- Diogène et Alexandre (1794)
- Lisbeth (1797)
- Anacréon chez Polycrate (1797)
- Le Barbier du village ou Le Revenant (1797)
- Elisca ou L'Amour maternel (1799)
- Le Casque et les colombes (1801)
- Zelmar ou L'Asile (1801)
- Le Ménage (1803)
- Les Filles pourvues (1803)